# Os Marginais
Os Marginais é um filme brasileiro de 1968 produzido pela Mariana Filmes Ltda e distribuído pela Columbia Pictures do Brasil. Foi dirigido por Moises Kendler e Carlos Alberto Prates Correia.

## Enredo
A produção pode ser dividida em duas partes. A primeira com Guilherme, que tem a policia em seu encalço por ter se envolvido com uma sobrinha do prefeito da sua cidade e por isso foge com a moça após receber ameaças. Do outro lado está "Papo Amarelo": trata-se de um bandido do Rio de Janeiro que passa o resto de sua vida problemática atuando em assaltos, fugas e etc.